# Octave Courtois-Suffit
Louis Albert Octave Courtois-Suffit, né le 12 juillet 1856 et mort le 27 septembre 1902 à Paris, est un architecte et un deuxième Second Grand Prix de Rome. 

## Biographie
Fils d’Alphonse Courtois et d'Octavie Carrier de Belleuse (sœur d'Albert Carrier-Belleuse). Devenue veuve en 1865, Mme Courtois se remarie en 1868 avec un architecte,Jules Suffit (1831-1895) qui adopte Octave et son frère et demande que les deux noms soient assemblés, Octave Courtois-Suffit est élève à l'École des beaux-arts de Paris et expose au Salon à partir de 1879. Il en sort diplômé en 1881. Il obtient le deuxième Second Grand prix de Rome d'architecture en 1882,. 
En 1882, il devient sous-inspecteur des Bâtiments civils et des palais nationaux (Palais du Louvre et des Tuileries) et inspecteur  en 1885. Il est également membre de l'Académie d'architecture, membre de la Société des amis des monuments parisiens,  et membre  de la Société centrale des architectes français.  Il a conçu notamment  l’hôtel de la Caisse d’épargne à Fontainebleau, un monument dédié à Théodore de Banville au jardin du Luxembourg (au nord-est du jardin, à côté du palais du Luxembourg) et le mausolée de Bourgogne. Sa dernière réalisation, un immeuble situé 20 bis rue Boissière à Paris (16e) a aussi contribué à sa notoriété.
Il meurt le 27 septembre 1902 à son domicile au 82 boulevard des Batignolles. Il succombe à une « congestion cérébrale », seul avec son domestique ; le soir même, il devait rejoindre sa femme et ses enfants à la campagne. Ses obsèques ont lieu le 30 septembre, il est inhumé au cimetière de Montmartre (22e division),.

## Famille
- Louis Alphonse Courtois, employé au ministère de l'Intérieur, marié en 1855 à d'Octavie Élisa Carrier-Belleuse (1823-1865), sœur d'Albert Carrier-Belleuse. Octavie Élisa Carrier-Belleuse se remarie en 1868 avec Eugène Jules Philippe Suffit (1831-1895), architecte. Du premier mariage sont nés :
  - Louis Albert Octave Courtois-Suffit (1856-1902), architecte, marié à Marie Paule Jenny Ranchon (1864-1955),
    - Pierre-Jules Courtois-Suffit (1889-1973), marié en 1919 à Alice Henriette Marre
    - Roger Maurice Courtois-Suffit (1891-1959), marié à Betty Coudray
    - Jacques Octave Courtois-Suffit (1894-1916), aspirant, tué à la ferme de Navarin, mort pour la France,
    - Daniel Albert Courtois-Suffit (1903-1955), marié à Louise Mery Moussard (1905- )

  - Maurice Edme Alphonse Courtois-Suffit (1861-1947), docteur en médecine, auteur d'articles sur l'histoire de la médecine.

## Décorations
- Chevalier de la Légion d'honneur (décret du 29 octobre 1889, départ de la décoration le 21 décembre 1889)[10]